# Moeraswinterkoning
De moeraswinterkoning (Cistothorus palustris) is een kleine zangvogel uit het geslacht Cistothorus. De soort komt voornamelijk voor in Noord-Amerika.

## Kenmerken
De mannetjes hebben een bruine bovenkant met lichtbruine onderbuik en flanken, en een witte keel en borst. De rug is zwart met witte strepen. Ze hebben een korte, dunne snavel.

## Broedgedrag
De soort broedt voornamelijk in moerassen met grote vegetatie, zoals planten uit de Lisdoddefamilie. De nesten zijn ovaalvormig en worden bevestigd aan moerasplanten. Het vrouwtje legt per broedseizoen vier tot zes eieren.

## Leefwijze
Sommige moeraswinterkoningen migreren ’s winters naar het zuiden van de Verenigde Staten en Mexico. Moeraswinterkoningen voeden zich met insecten, spinnen en slakken.

## Verspreiding en leefgebied
Deze soort telt vijftien ondersoorten:
- C. p. browningi: zuidwestelijk Brits-Columbia (het uiterste zuidwesten van Canada) tot centraal Washington.
- C. p. paludicola: zuidwestelijk Washington en noordwestelijk Oregon.
- C. p. clarkae: zuidwestelijk Californië.
- C. p. pulverius: inlands zuidwestelijk Canada en inlands westelijke Verenigde Staten.
- C. p. plesius: de westelijk-centrale Verenigde Staten.
- C. p. laingi: zuidelijk Canada en de noordelijk-centrale Verenigde Staten.
- C. p. iliacus: centraal Canada en de centrale Verenigde Staten.
- C. p. aestuarinus: centraal Californië.
- C. p. deserticola: zuidoostelijk Californië.
- C. p. dissaeptus: zuidoostelijk Canada en de noordoostelijke Verenigde Staten.
- C. p. palustris: de oostkust van de Verenigde Staten.
- C. p. waynei: Virginia en North Carolina.
- C. p. griseus: van South Carolina tot Florida.
- C. p. marianae: Golf van Mexico kust.
- C. p. tolucensis: centraal Mexico.

### Dwaalgast
- Bermuda
- Cuba
- Groenland

## Status
De soort is niet bedreigt, maar hun aantal neemt wel af doordat moerasland steeds meer verloren gaat.